# Hedycarya arborea
Hedycarya arborea é uma espécie de angiosperma da família Monimiaceae. É endêmica da Nova Zelândia onde é encontrada tanto na ilha Norte como na ilha Sul.